# Bupleurum brachiatum
Bupleurum brachiatum är en flockblommig växtart som beskrevs av C.Koch och Pierre Edmond Boissier. Bupleurum brachiatum ingår i släktet harörter, och familjen flockblommiga växter. Inga underarter finns listade i Catalogue of Life.